# Décès en octobre 2006
Décès
- 2002
- 2003
- 2004
- 2005
- 2006
- 2007
- 2008
- 2009
- 2010

Pour une information complémentaire, voir la page d'aide.

| Date        | Nom                            | Activités | Âge | Source |
| ----------- | ------------------------------ | --- | --- | ------ |
| 1er octobre | Frank Beyer                    | cinéaste allemand | 74  |        |
| 1er octobre | Renato Polselli                | Réalisateur, scénaristeet producteur de cinéma italien                                                                                   | 84  |        |
| 1er octobre | André Viger                    | athlète canadien | 54  |        |
| 2 octobre   | Frances Bergen                 | actrice et mannequin américaine. Mère de l'actrice américaine Candice Bergen.                                                            | 84  |        |
| 2 octobre   | Brian Fitzpatrick              | rugbyman néo-zélandais | 75  |        |
| 2 octobre   | Paul Halmos                    | mathématicien américain | 90  |        |
| 2 octobre   | Oldrich Karasek                | photographe tchèque | 66  |        |
| 2 octobre   | Rafaël Pividal                 | écrivain et philosophe français | 72  |        |
| 3 octobre   | Peter Norman                   | athlète australien | 64  |        |
| 3 octobre   | Fred Samuel                    | joaillier et ancien résistant français                                                                                                   | 98  |        |
| 4 octobre   | Frantisek Fajtl                | général et écrivain tchèque | 94  |        |
| 4 octobre   | Oskar Pastior                  | poète allemand | 78  |        |
| 5 octobre   | Friedrich Flick                | industriel et milliardaire allemand | 79  |        |
| 5 octobre   | Liao Hansheng                  | militaire et homme politique chinois. Ancien ministre de la Défense.                                                                     | 95  |        |
| 5 octobre   | Don Thompson                   | athlète britannique | 73  |        |
| 6 octobre   | Lorenzo I. De Leon Guerrero    | troisième gouverneur des Îles Mariannes du Nord                                                                                          | 71  | (en)   |
| 6 octobre   | Pierre Leroy-Beaulieu          | homme politique français. Député (UDR) de l'Hérault de 1968 à 1973 et maire d'Agde de 1971 à 1989.                                       | 77  |        |
| 6 octobre   | Claude Luter                   | clarinettiste français | 83  |        |
| 6 octobre   | Simone Mayer                   | médecin français et professeur de médecine                                                                                               | 86  |        |
| 6 octobre   | Timo Sarpaneva                 | designer finlandais | 79  |        |
| 6 octobre   | Heinz Sielmann                 | cinéaste allemand | 89  |        |
| 7 octobre   | Anna Politkovskaïa             | journaliste russe | 48  |        |
| 8 octobre   | Michel Roques                  | coureur cycliste français | 59  |        |
| 9 octobre   | René Bernasconi                | syndicaliste français | 90  |        |
| 9 octobre   | Jacqueline-Charlotte Dufresnoy | chanteuse et meneuse de revue française                                                                                                  | 75  |        |
| 9 octobre   | Reg Freeson                    | homme politique britannique. Ministre du Logement de 1974 à 1979.                                                                        | 80  |        |
| 9 octobre   | Marek Grechuta                 | chanteur, compositeur et parolier polonais                                                                                               | 60  |        |
| 9 octobre   | Danièle Huillet                | réalisatrice française | 70  |        |
| 9 octobre   | Claude Loewer                  | peintre suisse | 90  |        |
| 9 octobre   | Ray Noorda                     | homme d'affaires américain | 82  |        |
| 9 octobre   | Mario Moya Palencia            | homme politique mexicain. Ministre de l'Intérieur de 1969 à 1976. Ambassadeur aux Nations unies de 1985 à 1989 et à Cuba de 1991 à 1993. | 73  |        |
| 9 octobre   | Bernard Primeau                | batteur québécois | 67  |        |
| 10 octobre  | Jean Ferré                     | journaliste français | 77  |        |
| 10 octobre  | Roger-Henri Guerrand           | historien français | 83  |        |
| 10 octobre  | Danièle Huillet                | actrice et réalisatrice française | 70  |        |
| 10 octobre  | Colette Thomas                 | actrice française | 88  |        |
| 11 octobre  | Benito Martinez Abogan         | doyen des cubains | 126 |        |
| 11 octobre  | Cory Lidle                     | joueur de baseball américain | 34  |        |
| 11 octobre  | Pierre Souny                   | homme politique français. Conseiller municipal du Havre depuis 1989 et maire adjoint chargé des Finances depuis 1995.                    | 78  |        |
| 11 octobre  | Jacques Sternberg              | écrivain français | 83  |        |
| 11 octobre  | Martin Touzeau                 | militaire français. Compagnon de la Libération.                                                                                          | 87  |        |
| 12 octobre  | Johnny Callison                | joueur de baseball américain | 67  |        |
| 12 octobre  | Dino Monduzzi                  | cardinal italien. Préfet émérite de la Maison pontificale.                                                                               | 84  |        |
| 12 octobre  | Gillo Pontecorvo               | cinéaste italien | 85  |        |
| 12 octobre  | Douk Saga                      | chanteur ivoirien | 33  |        |
| 13 octobre  | Ferdinand Chesnais             | fils de l'acteur français Patrick Chesnais                                                                                               | 20  |        |
| 13 octobre  | Wang Guangmei                  | ancienne "première dame" de la république populaire de Chine de 1959 à 1968, veuve de l'ancien président Liu Shaoqi.                     | 85  |        |
| 13 octobre  | Annie Leclerc                  | femme de lettres et enseignante française                                                                                                | 66  |        |
| 13 octobre  | Dino Monduzzi                  | cardinal italien de la curie romaine | 84  |        |
| 14 octobre  | Freddy Fender                  | Auteur-compositeur-interprète américain                                                                                                  | 69  |        |
| 14 octobre  | Klaas Runia                    | théologien néerlandais | 80  |        |
| 14 octobre  | Gerry Studds                   | homme politique américain. Premier homosexuel déclaré, élu au Congrès. Représentant du Massachusetts de 1973 à 1997.                     | 69  |        |
| 15 octobre  | Derek Bond                     | acteur britannique. | 86  | (en)   |
| 15 octobre  | Matsuzawa Yutaka               | peintre japonais. | 84  | (en)   |
| 16 octobre  | Valentín Paniagua              | ancien président du Pérou de 2000 à 2001.                                                                                                | 70  |        |
| 16 octobre  | Trebisonda Valla               | athlète italienne | 90  |        |
| 17 octobre  | Daniel Emilfork                | acteur français | 82  |        |
| 17 octobre  | Robert Frère                   | animateur de la RTBF belge | 81  |        |
| 17 octobre  | Sandra Arantes do Nascimento   | femme politique brésilienne. Fille de l'ancien footballeur Pelé.                                                                         | 42  |        |
| 17 octobre  | Andrea Parodi                  | chanteur italien. | 51  | (en)   |
| 18 octobre  | Bobby Hachey                   | chanteur canadien | 74  |        |
| 18 octobre  | Marc Hodler                    | dirigeant sportif suisse. Ancien vice-président du Comité international olympique.                                                       | 87  |        |
| 18 octobre  | Roger Lévy                     | compagnon de la Libération | 92  |        |
| 18 octobre  | Mario Francesco Pompedda       | cardinal italien. Ancien préfet du Tribunal suprême de la Signature apostolique de 1999 à 2004.                                          | 77  |        |
| 18 octobre  | Anna Russell                   | comédienne britannique | 94  |        |
| 18 octobre  | Alvin Weinberg                 | physicien américain | 91  |        |
| 19 octobre  | Elaine Feldman                 | cofondatrice de la première école secondaire pour la communauté juive de Dublin                                                          | 90  |        |
| 19 octobre  | Phyllis Kirk                   | actrice américaine | 79  |        |
| 20 octobre  | Maxi Baier                     | patineuse artistique allemande | 86  |        |
| 20 octobre  | Jeanne Colletin                | actrice française | 68  |        |
| 20 octobre  | Irina Golitsyna                | styliste italienne. | 90  |        |
| 20 octobre  | Marc Lauriol                   | homme politique français. | 90  |        |
| 20 octobre  | Eric Newby (en)                | écrivain britannique | 86  |        |
| 20 octobre  | Jane Wyatt                     | actrice américaine | 96  |        |
| 21 octobre  | Daryl Duke                     | réalisateur canadien | 77  |        |
| 21 octobre  | Ladislas Mandel                | artiste français | 85  |        |
| 21 octobre  | Milton Selzer                  | acteur américain | 87  | (en)   |
| 21 octobre  | Sandy West                     | musicienne et chanteuse américaine | 47  |        |
| 22 octobre  | Choi Kyu-ha                    | homme politique sud-coréen. | 87  |        |
| 22 octobre  | Nelson de la Rosa              | acteur dominicain. | 38  |        |
| 23 octobre  | Bernard Loiseau                | homme politique français. | 80  |        |
| 23 octobre  | Eugène N'Jo Léa                | footballeur camerounais | 75  |        |
| 23 octobre  | Lebo Mathosa                   | chanteuse sud-africaine | 29  |        |
| 24 octobre  | Sally Lilienthal               | militante anti-armes nucléaires américaine. Fondatrice du Ploughshares Fund en 1981.                                                     | 87  |        |
| 24 octobre  | William Montgomery Watt        | écrivain britannique | 97  |        |
| 25 octobre  | Emilio Vedova                  | peintre et graveur italien | 87  |        |
| 26 octobre  | Michel Habib-Deloncle          | homme politique français. Ancien secrétaire d'État.                                                                                      | 84  |        |
| 26 octobre  | Pontus Hultén                  | historien d'art suédois. Ancien directeur du Centre Pompidou entre 1973 et 1981.                                                         | 82  |        |
| 27 octobre  | Georges Le Baill               | homme politique français. Député (PS) des Hauts-de-Seine de 1981 à 1988.                                                                 | 67  |        |
| 27 octobre  | Ghulam Ishaq Khan              | homme politique pakistanais. Président du Pakistan de 1988 à 1993.                                                                       | 91  |        |
| 28 octobre  | Red Auerbach                   | entraîneur américain | 89  |        |
| 28 octobre  | Tina Aumont                    | Actrice franco-américaine. Fille des comédiens français Jean-Pierre Aumont et María Montez.                                              | 60  |        |
| 28 octobre  | Trevor Berbick                 | boxeur canadien | 51  |        |
| 28 octobre  | Jean Clavreul                  | psychanalyste français | 83  |        |
| 29 octobre  | Silas Simmons                  | joueur de baseball américain | 111 |        |
| 29 octobre  | Isabelle Vichniac              | journaliste française | 89  |        |
| 29 octobre  | Léo Walker                     | Footballeur et entraîneur suisse. | 69  |        |
| 29 octobre  | Damon Douglas                  | Acteur américain. | 54  |        |
| 30 octobre  | Clifford Geertz                | anthropologue américain | 80  |        |
| 30 octobre  | Fanta Keita                    | judokate sénégalaise | 25  |        |
| 30 octobre  | Catherine de Károlyi           | styliste française d'origine hongroise                                                                                                   | 87  | [ 1 ]  |
| 30 octobre  | Henri Mauduit                  | peintre, céramiste, décorateur et sculpteur français                                                                                     | 88  |        |
| 31 octobre  | Michel Bernstein               | producteur de musique français | 75  |        |
| 31 octobre  | Annette Bolduc                 | journaliste] franco-canadienne | 62  |        |
| 31 octobre  | Pieter Willem Botha            | homme d'État sud-africain | 90  |        |